# Hiệp phụ (bóng đá)

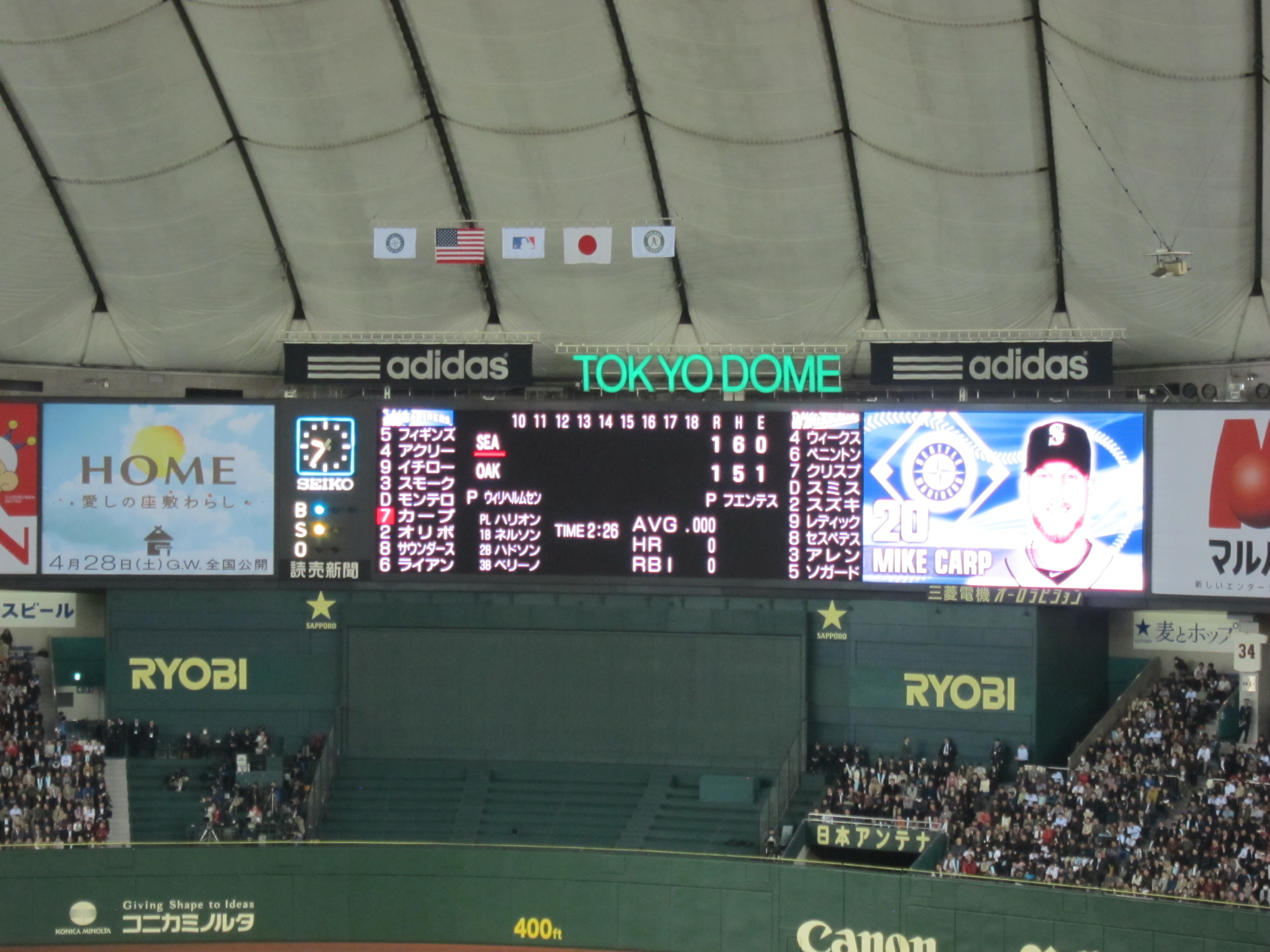
Hiệp phụ của một trận bóng chày

Hiệp phụ (tiếng Anh: Extra-time) là thời gian đá thêm thường được sử dụng ở vòng đấu loại trực tiếp ở các giải đấu bóng đá nếu hai đội có tỉ số hòa sau 90 phút ở lượt đấu quyết định (hoặc trận đá lại của một cặp đấu) mà chưa tìm ra được đội thắng cuộc. Hiệp phụ diễn ra theo sau quãng nghỉ ngắn (thường là 5 phút) nơi các cầu thủ vẫn ở trên hoặc xung quanh sân và bao gồm hai hiệp gồm 15 phút mỗi hiệp, với việc các đội đổi sân ở giữa hai hiệp trong vòng 1-2 phút. Nếu tỉ số vẫn là hoà sau hiệp phụ, loạt sút luân lưu sẽ được áp dụng (trừ khi có luật kèm theo).

## Thể thức thực hiện
Khi bắt đầu hai hiệp phụ, trọng tài sẽ cho đội vừa được đá quả giao bóng ở hiệp một (trong 90 phút đá chính) được quyền đá quả giao bóng để bắt đầu hiệp phụ thứ nhất. Sau 15 phút thi đấu hiệp phụ thứ nhất, hai đội sẽ đổi sân và đội còn lại (đội được đá quả giao bóng ở hiệp hai trong 90 phút đá chính) sẽ bắt đầu hiệp phụ thứ hai. Sau 30 phút đá hiệp phụ, nếu kết quả có phân định thắng thua thì đội thắng được vào vòng kế tiếp (hoặc vô địch, nếu đây là trận chung kết), đội thua bị loại.
Tuỳ vào điều lệ của giải đấu mà (các) luật sau đây có thể được áp dụng trong hiệp phụ:
- Bàn thắng vàng: Đội nào ghi bàn đầu tiên trong thời gian thi đấu hiệp phụ sẽ được công nhận là thắng ngay lập tức.
- Bàn thắng bạc: Nếu kết quả có phân định thắng thua sau hiệp phụ thứ nhất, trận đấu kết thúc và kết quả được ấn định.
- Bàn thắng sân khách (chỉ khả dụng với thể thức lượt đi-lượt về, trong trận lượt về): Nếu kết quả vẫn là hoà sau hiệp phụ nhưng đội khách đã ghi được nhiều bàn thắng hơn trong trận đấu lượt về, đội khách được công nhận là thắng.

Nếu kết quả vẫn là hoà sau hiệp phụ, kể cả khi áp dụng (các) luật ở trên (hoặc trong đa số trường hợp hiện nay là không còn áp dụng) thì loạt sút luân lưu sẽ được áp dụng để phân định kết quả.

## Hạn chế
Với mật độ thi đấu dày đặc của các cầu thủ (đặc biệt là các cầu thủ ở các giải đấu lớn của châu Âu), hiệp phụ bị xem như một cách làm cho họ bị bào mòn thể lực rất mạnh. Điều này sẽ gây ảnh hưởng lớn đến các đội bóng, đặc biệt là khi đội bóng đó phải tham gia nhiều giải đấu trong năm (chẳng hạn như Real Madrid, Barcalona, Manchester City, Liverpool,...). Chính vì vậy, xu hướng gần đây ở một số giải đấu theo thể thức loại trực tiếp (đặc biệt là các giải siêu cúp) là không sử dụng hiệp phụ nếu hoà sau 90 phút, thay vào đó sử dụng loạt sút luân lưu để phân định thắng thua (ví dụ như UEFA Super Cup, FA Community Shield, Siêu cúp bóng đá Tây Ban Nha,...).